# Bottchrus
Bottchrus is een geslacht van kevers uit de familie van de loopkevers (Carabidae). De wetenschappelijke naam van het geslacht is voor het eerst geldig gepubliceerd in 1935 door Jedlicka.

## Soorten
Het geslacht Bottchrus is monotypisch en omvat slechts de volgende soort:
- Bottchrus philippinus Jedlicka, 1935